# تشارلي مورتون (لاعب كرة قاعدة)
تشارلي مورتون (بالإنجليزية: Charlie Morton)‏ هو لاعب كرة قاعدة أمريكي، ولد في 12 نوفمبر 1983 في فليمنغتون في الولايات المتحدة.

## وصلات خارجية
- تشارلي مورتون (لاعب كرة قاعدة) على موقع دوري كرة القاعدة الرئيسي (الإنجليزية)
- تشارلي مورتون (لاعب كرة قاعدة) على موقعبيزبول رفرنس.كوم (الدوري الرئيسي) (الإنجليزية)
- تشارلي مورتون (لاعب كرة قاعدة) على موقعبيزبول رفرنس.كوم (الدوري الثانوي) (الإنجليزية)
- تشارلي مورتون (لاعب كرة قاعدة) على موقع إي إس بي إن.كوم (أم.أل.بي) (الإنجليزية)
- تشارلي مورتون (لاعب كرة قاعدة) على موقع مشجعي الرسوم البيانية (الإنجليزية)